# Catasarcus
Catasarcus är ett släkte av skalbaggar. Catasarcus ingår i familjen vivlar.

## Dottertaxa tillCatasarcus, i alfabetisk ordning[1]
- Catasarcus albisparsus
- Catasarcus albuminosus
- Catasarcus araneus
- Catasarcus armatus
- Catasarcus bellicosus
- Catasarcus bilineatus
- Catasarcus brevicollis
- Catasarcus capito
- Catasarcus carbo
- Catasarcus carinaticeps
- Catasarcus ceratus
- Catasarcus cicatricosus
- Catasarcus concretus
- Catasarcus durus
- Catasarcus echidna
- Catasarcus effloratus
- Catasarcus ericius
- Catasarcus farinosus
- Catasarcus foveatus
- Catasarcus funereus
- Catasarcus furfuraceus
- Catasarcus granulatus
- Catasarcus griseus
- Catasarcus hopei
- Catasarcus humerosus
- Catasarcus impressipennis
- Catasarcus insignis
- Catasarcus intermedius
- Catasarcus latus
- Catasarcus lepidus
- Catasarcus longicornis
- Catasarcus maculatus
- Catasarcus marginispinis
- Catasarcus memnonius
- Catasarcus mollis
- Catasarcus nitidulus
- Catasarcus ochraceus
- Catasarcus opimus
- Catasarcus ovinus
- Catasarcus pollinosus
- Catasarcus rufipes
- Catasarcus rugulosus
- Catasarcus satelles
- Catasarcus scordalus
- Catasarcus sericeus
- Catasarcus spinipennis
- Catasarcus stigmatipennis
- Catasarcus stygmatipennis
- Catasarcus suturalis
- Catasarcus transversalis
- Catasarcus trapa
- Catasarcus tribulus
- Catasarcus tumidulus
- Catasarcus vinosus